# هيلين لاثام
هيلين لاثام (بالإنجليزية: Helen Latham)‏ هي ممثلة بريطانية، ولدت في 2 مارس 1976 في المملكة المتحدة.

## وصلات خارجية
- هيلين لاثام على موقع IMDb (الإنجليزية)
- هيلين لاثام على موقع روتن توميتوز (الإنجليزية)